# 勝利路 (高雄市)
勝利路，為高雄市左營區的一般道路，本道路為台灣戰後時期開拓的道路，開拓時通過原先龜山頸部，因而將龜山分割成現今之大龜山及小龜山。勝利路起點為左營大路口，終點為翠華路口。因高雄鐵路地下化完工後，於2020年6月4日與新莊一路打通並正式通車，並進行道路拓寬工程，第一階段工程為翠華路至城峰路路段，於2020年12月完工通車。

## 行經行政區域
- 左營區

## 相關風景區、機構及古蹟
- 鳳山縣舊城北門、拱辰井及鎮福社
- 龜山
- 高雄市眷村文化館
- 黑貓旅社
- 高雄美國學校

## 公車資訊
- 漢程客運：                      
  - 紅35  金獅湖站－捷運凹子底站(博愛二路)
- 南台灣客運：
  - 紅51A 台鐵新左營站－蓮池潭(勝利路)
  - 紅51B 台鐵新左營站－捷運生態園區站(博愛公園)
  - 紅51C 台鐵新左營站－高雄物產館
  - 301 加昌站－高雄車站(建國路)

## 公共自行車
- 高雄市公共自行車租賃系統：
  - 龍虎塔：勝利路110號(前人行道)